# شوالیه سیاه (دین ویتمن)
دین ویتمن (به انگلیسی: Dane Whitman) یک شخصیت تخیلی و قهرمانانه در کتاب‌های کامیک و سومین شوالیه سیاه است. این کاراکتر به دست روی توماس و جان بوسما هماهنگ شده و در انتقام‌جویان شماره ۴۶ام (دسامبر ۱۹۶۷) معرفی شد.
جدا از کتاب‌های کامیک، شرکت مارول از دین ویتمن در دیگر کالاهای خود از جمله پوشاک، اسباب‌بازی، ورق بازی، انیمیشن‌های تلویزیونی و بازی‌های رایانه‌ای استفاده کرده است.قرار است به زودی در دنیای سینمایی مارول نیز حضور داشته باشد.کیت هرینگتون نقش اورا در فیلم اترنالز بازی کرده است.
وی همچنین در گروه‌هایی چون ام‌آی-۱۳، انتقام‌جویان، مدافعان، فرانیرو، اکسکالیبر، قهرمان‌ها برای استخدام و استادان شیطان عضو است.